# Goomba
I Goomba, in giapponese Kuribō (クリボー?), sono dei personaggi del franchise di Mario. Secondo quanto scritto nel manuale di istruzioni di Super Mario 64, i Goomba sono dei funghi andati a male e che si sono alleati col malvagio re Bowser. Sono insieme ai Koopa Troopa i nemici più comuni e semplici da battere. Essi sono infatti i primi nemici che Mario incontra in Super Mario Bros. e negli altri capitoli della serie.
La loro peculiarità è che, ogni volta che incontrano un ostacolo (come muri, altri nemici di Mario o tubi), vi urtano contro per poi dirigersi nella direzione opposta. Se invece vanno incontro a delle fosse, questi vi cadranno giù a differenza di altri nemici della saga.

## Nome
Il nome Goomba deriva dalla parola goombah (storpiatura di cumpa' , ossia "compare" in siciliano), usata frequentemente dagli italo-americani; potrebbe essere una coincidenza, ma nella lingua ungherese gomba significa "fungo" (in giapponese Kuribō è traducibile come persone castagna).

## Caratteristiche
I Goomba, sia piccoli che grandi, sono dei funghi porcini con piedi, sopracciglia e piccole zanne. Attaccano Mario toccandolo e, raramente, saltando. Possono essere facilmente sconfitti, essendo designati dagli stessi sviluppatori come i nemici più comuni e facili da battere, saltandogli sopra, lanciandogli un guscio contro (Koopa Troopa, Nella etc...) o colpendoli con palle di fuoco. Alcuni tipi di Goomba possono essere di colore blu o anche grigio in base all'ambientazione del livello.
Esistono molte specie di questi esseri: i Microgoomba (マメクリボー, Mamekuribou) ne sono un esempio. È un piccolo e fastidioso Goomba che compare ad esempio in Super Mario Bros 3, quando un Paragoomba (un goomba alato) nel livello 2-1 li lancia contro Mario. È curioso che i Microgoomba siano i piccoli di un'altra specie.

## Paragoomba
Una versione evoluta del Goomba è il Paragoomba, cioè un Goomba con le ali. Per sconfiggerlo è necessario saltarci sopra due volte: la prima gli fa perdere le ali trasformandolo in un Goomba, la seconda lo sconfigge.
In Super Mario Bros. 3 ne esistono di due colori: uno rosso corrisponde al Goomba classico; uno marrone, in grado di lanciare i Mini goomba, che rendono più lento il movimento di Mario e più bassi i suoi salti;
In Mario Superstar Baseball e Mario Super Sluggers è utilizzabile come personaggio.

## I Goomba nella saga
In Super Mario Bros. si presentano come i primi nemici che Mario deve affrontare. Basta saltarci sopra per annientarli. Si possono trovare Goomba di tre colori:
- Marrone sulla superficie
- Blu nei sotterranei
- Grigio nei castelli

In Super Mario Bros. 3 incontriamo un'altra razza di Goomba: i Goomba volanti, che si possono trovare in due diversi colori. Quello normale può volare e lanciare a Mario i Mini Goomba, che riducono molto le capacità di saltare e correre del protagonista. Mario dovrà saltare energicamente per levarseli di dosso. I Mini Goomba possono anche nascondersi sotto dei pilastri e muoversi con dei salti per attaccare Mario, in questo caso si chiamano Mini Goomba Blocco. Il Goomba volante più scuro (detto Goomba Volarosso) non può volare, ma saltella goffamente.
Nel mondo 4, si trovano anche i Goomba giganti, che hanno le stesse caratteristiche di quelli normali, ma solo dimensioni aumentate.
Nel livello 5-3 troviamo i Goomba dentro la Scarpa di Goomba, un accessorio che li fa saltare. Se Mario salta sul Goomba con la Scarpa, sconfigge il Goomba e la Scarpa svanisce. Se Mario colpisce il Goomba da sotto (mentre il Goomba è su un mattone sopra Mario) o se lo colpisce con un mattone azzurro, il Goomba cade e lascia la Scarpa a Mario, che la può usare per camminare sulle piante piranha o per fare ampi salti. Svanisce dopo un tempo limitato.
In Super Mario World, i malvagi Goomba hanno una forma più tondeggiante. Questa loro variante si chiama Goombruno. Se Mario salta su un Goombruno, non lo annienta, ma lo stordisce e lo mette a pancia in su. Mario può trasportarlo e colpire altri nemici col Goombruno tramortito. Il Goombruno, se lasciato per qualche secondo, riesce a rimettersi in piedi e continua a camminare. In questo episodio, i Paragoomba sono Goombruni col paracadute, mentre i Goombruni con le ali vengono chiamati Goombruni volanti.
In Super Mario World 2: Yoshi's Island, i Goomba sono molto meno frequenti. Si incontrano per la prima volta nel livello 4-1: Go! Go Mario! e riprendono la forma avuta nei primi episodi. Se Yoshi salta su un Goomba, esso si appiattirà ma continuerà a camminare. Se lasciato solo, il Goomba tornerà alle dimensioni normali. Una volta appiattito, Yoshi può salirci sopra e farsi trasportare. I Goomba possono essere definitivamente sconfitti con uno schianto a terra o mangiati e trasformati in uovo.
In Super Mario RPG: Legend of the Seven Stars, i Goomba attaccano Mario mordendolo. Anche qui sono i nemici più facili da battere, dopo i Koopa soldati.
In Super Mario 64, i Goomba diventano tridimensionali, ma conservano l'aspetto dei primi capitoli della saga. Li troviamo in diversi mondi. Di solito sono a gruppi e perlustrano aree ristrette. Mario può saltarci sopra o colpirli con un pugno o in scivolata. Nel livello Isola Granpiccola, troviamo i Goomba giganti, che se schiacciati con uno schianto a terra, lasciano una moneta blu.
In Paper Mario, troviamo diversi tipi di Goomba:
- Goomba: il classico Goomba che attacca Mario saltandogli sulla testa
- Paragoomba: il Goomba con le ali. Se Mario ci salta sopra, perde le ali e diventa un classico Goomba. È immune agli attacchi con il martello.
- Goomba Spinoso: è un Goomba con un elmetto a punta che ferisce Mario se questo ci salta sopra, rendendo quindi necessario l'uso del martello.
- Gloomba: è un Goomba che vive nei sotterranei di Toad Town. È più forte del normale Goomba. Prende il nome dal suo colore scuro: infatti gloomy in inglese significa oscuro
- Iper Goomba: è un Goomba verde. Può caricarsi prima di colpire Mario, riuscendo a danneggiare notevolmente l'eroe. Si trovano nella strada per la città dei fantasmi.
- Iper Paragoomba: è un Iper Goomba con le ali. Se colpito con un salto, torna un normale Iper Goomba

Troviamo anche i miniboss Goomba Rosso e Goomba Blu, due funghi fratelli che ostacolano il passaggio a Mario verso la Città dei Toad. Una volta sconfitti, chiederanno aiuto a Re Goomba, un Goomba reso enorme da Bowser con lo Star Rod. Re Goomba ha la corona e dei pantaloni a strisce verticali bianche e rosse.
Non tutti i Goomba sono cattivi. All'inizio del gioco, Mario incontra una famiglia di Goomba al Villaggio Goomba, formata da un padre (Goompapa), una madre (Goomama), un figlio (Goombario), una figlia (Goombaria), un nonno (Goompa) e una nonna (Gooma). Goombario è un fan di Mario, tanto da avere un cappello blu con una G stampata. Goombario si unirà a Mario nella sua avventura, diventando il primo Goomba giocabile nella saga.
Goombario può saltare sui nemici o descriverne le caratteristiche, come i punti vita, i punti attacco e i punti difesa con la tecnica Tattle
In Paper Mario: Il portale millenario ritroviamo le razze di Goomba incontrate in Paper Mario.
Anche qui Mario fa amicizia con un Goomba, Goombella, una giovane esploratrice. Sa tutto di tutti e cammina con un libro dove legge le caratteristiche dei nemici. È un'ex allieva del Prof. Goombestein, un noto scienziato che vive a Fannullopoli.
Ha le stesse caratteristiche di Goombario, e quando descrive un Goomba, legge sul suo libro che i Goomba sono i sottoposti dei sottoposti, rimanendo un po' offesa.
In Super Mario 64 DS ritroviamo Goomboss (cioè il Re Goomba di Paper Mario, solo che qui è chiamato in questo modo) come boss per liberare Mario. Qui Goomboss si lamenta del destino dei Goomba, che sono sempre gli ultimi e sono sempre calpestati
In Mario & Luigi: Superstar Saga ed in Mario & Luigi: Fratelli nel Tempo i Goomba sono sempre dei nemici molto deboli, ma in quest'ultimo c'è una variante, il Canotto (che a sua volta ha una variante ancora più forte, il Canotto Shroob), che riporta alla creatura leggendaria della mitologia giapponese, il Tanuki, in quanto può trasformarsi in un Toad, un Twomp, un grosso pallone, un Blocco ?, un guscio spinoso e una grande moneta.
In Mario & Luigi: Viaggio al centro di Bowser invece sono neutrali, in quanto Sogghigno li ha sottoposti al lavaggio del cervello. In tale gioco appaiono anche i Goombuli, Goomba gelatinosi situati all'interno di Bowser.
In tutti i giochi della serie di New Super Mario Bros. ritroviamo i classici Goomba, i Goomba volanti e i Mini Goomba, che si attaccano a Mario che se li può scrollare di dosso. Nel Mondo 4 di New Super Mario Bros. il boss è Mega Goomba, ma i Goomba giganti ritornano come nemici in New Super Mario Bros. Wii e in New Super Mario Bros. U. Tra le nuove varianti di Goomba figurano i Goombaspini, Goomba rinchiusi in gusci spinosi che si possono bruciare con una palla di fuoco, apparsi in New Super Mario Bros. Wii; i Goombossi, Goomba con un elmo simil-teschio apparsi in New Super Mario Bros 2; e i Goombarelli, Goomba con la testa a forma di pomodoro che si girano se incontrano una sporgenza in maniera simile ai Koopa rossi, apparsi in New Super Mario Bros. U.
In Super Mario Galaxy e Super Mario Galaxy 2 compaiono i Polipoomba, una specie di Goomba di colore blu che tende al giallino con pallini gialli con una miccia in testa che sputano rocce. Ne esiste anche una versione rossella di forma sferica che si gonfia prima di sputare la pietra, chiamata Polipotto.
In Super Mario 3D Land ritroviamo i normali Goomba, i Goomba volanti (in questo gioco basta un salto per ucciderli e sanno volare secondo percorsi prestabiliti senza dover saltellare) e i Goomba giracoda, dotati di coda da procione che usano per fluttuare e colpire Mario. Raramente compaiono anche Goomba giracoda giganti, che però vengono sconfitti nello stesso modo.
Nelle serie Mario Kart e Mario Party li troviamo solitamente come ostacoli in circuiti e minigiochi.
In Super Mario Land i Goomba si chiamano チビボー (Chibibo).

## Cameo
I Goomba appaiono anche in altri giochi:
- In The Legend of Zelda: Link's Awakening per Game Boy, Link li incontra nei sotterranei a scorrimento orizzontale. Il protagonista può ucciderli colpendoli con la spada o saltandoci sopra (da un muretto più alto o con la Roc Feather). Sono di colore rosso nella versione DX.
- In Super Smash Bros. Melee per GameCube caratterizzano il primo livello della modalità Adventure.
- In Super Smash Bros. Brawl per Wii compaiono come nemici in diversi livelli della modalità avventura.
- In WarioWare: Smooth Moves per Wii appare in uno dei minigiochi, dove il giocatore deve fare attenzione a non farlo "schiacciare".
- In Super Princess Peach per DS appaiono come nemici da affrontare, con varianti differenti rispetto ai classici dei giochi di Mario.

## Altri media
- I Goomba compaiono nel film Super Mario Bros.. Qui come altri elementi classici del videogioco, sono totalmente differenti: si presentano come grossi stupidi rettili antropomorfi.